# ژان-فیلیپ فان دن برانده
ژان-فیلیپ فان دن برانده (انگلیسی: Jean-Philippe Vandenbrande؛ زادهٔ ۴ دسامبر ۱۹۵۵) دوچرخه‌سوار اهل بلژیک است.